# San Pietro di Caridà

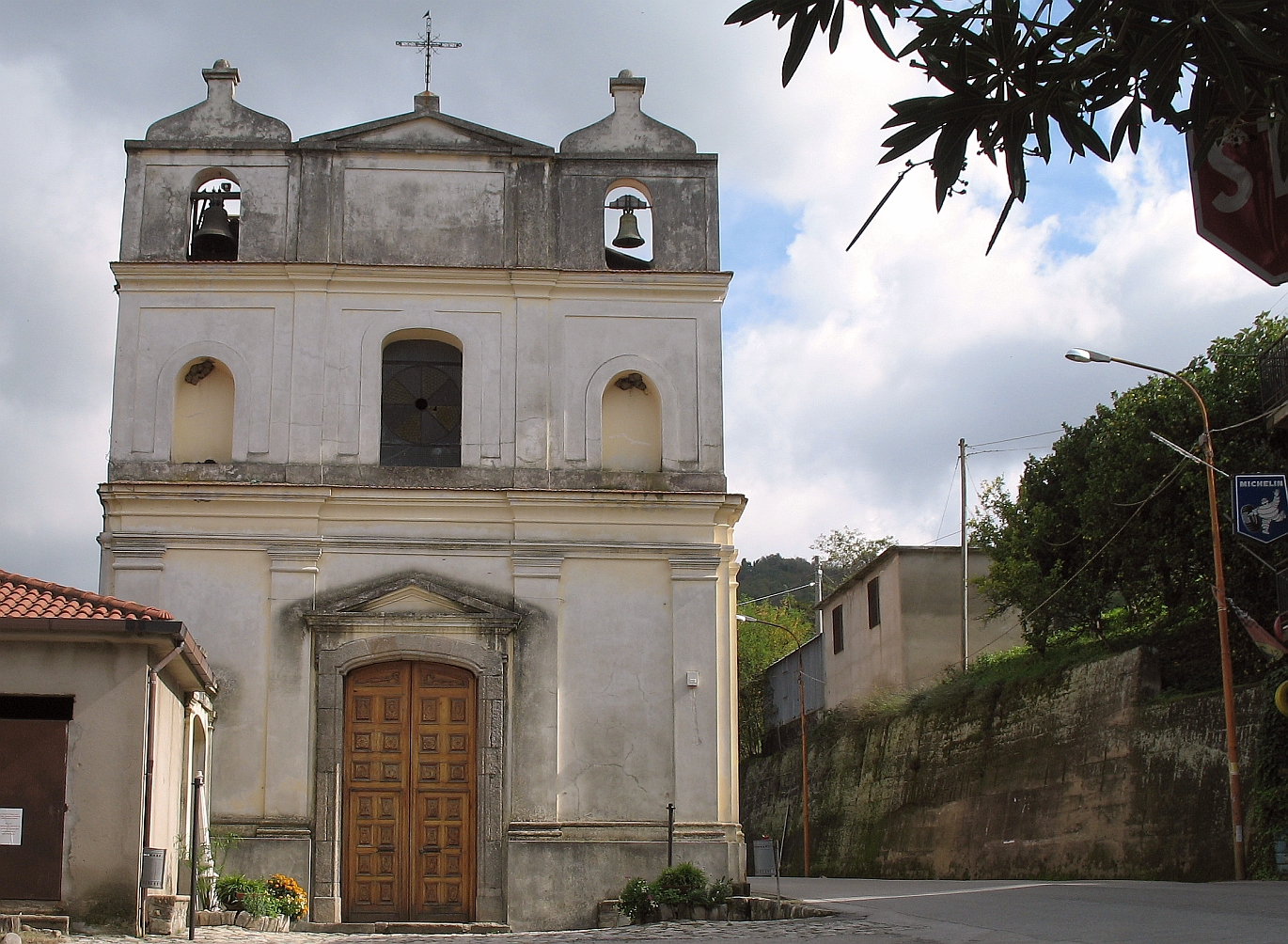
Kirche von San Pietro di Carida

San Pietro di Caridà ist eine süditalienische Gemeinde (comune) mit 985 Einwohnern (Stand 31. Dezember 2023) in der Metropolitanstadt Reggio Calabria in Kalabrien. Die Gemeinde liegt etwa 62 Kilometer von Reggio Calabria am Rand der Serre und grenzt unmittelbar an die Provinz Vibo Valentia.

## Geschichte
Die Gemeinde ist vor 1000 nach Christus entstanden. 1783 wurde die Gemeinde durch ein Erdbeben zerstört.